# 卡馬薩里

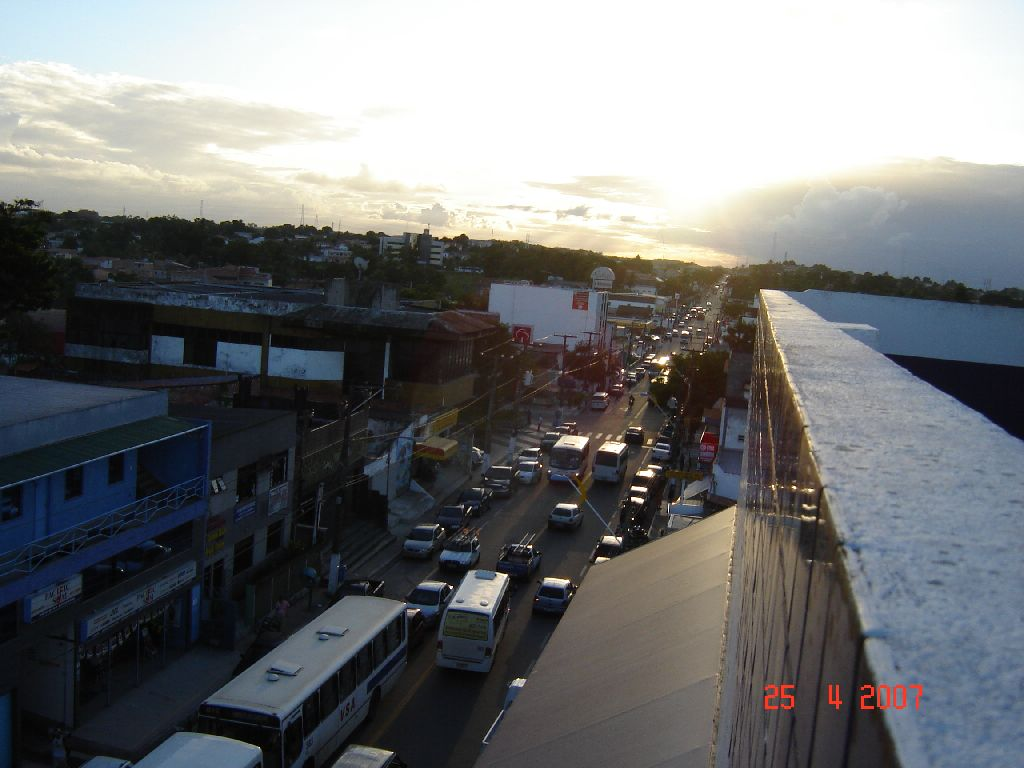
卡馬薩里

卡馬薩里（葡萄牙語：Camaçari）是巴西的城市，位於該國東部，由巴伊亞州負責管轄，面積759.8平方公里，海拔高度36米，受熱帶氣候影響，主要經濟活動是工業，2010年人口242,984。